# 东村街道
东村街道，是中华人民共和国山東省烟台市海阳市下辖的一个乡镇级行政单位。

## 行政区划
东村街道下辖以下地区：
窑上疃村、和平村、民主村、石剑村、大磊石村、南磊石村、五间屋村、阎家庄村、榆林涧村、地北头村、山后村、小丛家村、姜家疃村、鞋西沟村、羊角沟村、北倪家村、北八里庄村、大丛家村、城北村、薛家庄村、初格庄村、宅科村、北才苑村、南才苑村、院西村、南倪家村、西八里庄村、凉山后村、黑石埠河村、邢家村、李家村、垛兰村、后辛治村、前辛治村、朱家庄村、后唐家村、前唐家村和柳树庄村。

## 人口
2010年中国第六次人口普查时，东村街道共有人口79039人。共有家庭29751户，平均每户2.51人。14岁以下的少年儿童共9557人，占总人口12.09%；15-64岁人口共61346人，占总人口77.61%；65岁及以上的老年人共8136人，占总人口的10.29%。男性共计39724人，占总人口50.25%；女性共计39315，占总人口49.74%。本地居住的人口中，拥有本地户籍的人口为55754人，占70.53%。